# Speak
Pour l’article homonyme, voir Speak (album).
Pour plus de détails, voir Fiche technique et Distribution.
Speak est un film indépendant américain réalisé par Jessica Sharzer, sorti en 2004, et adapté du roman homonyme écrit par Laurie Halse Anderson. Le film raconte l'histoire de Melinda Sordino, une collégienne âgée de 13 ans qui se renferme sur elle-même après avoir été violée par un garçon de son âge.

## Synopsis
Mélinda Sordino (Kristen Stewart) est une adolescente de 13 ans. Un soir lors d'une fête, elle est violée par un garçon, Andy Evans (Eric Lively). Elle appelle alors la police, mais elle est si nerveuse à l'arrivée de la police, qu'elle s'en va. Lorsqu'elle rentre chez elle, ses parents ne sont pas là. À la suite de cela, elle n'a plus la force de parler de cet horrible drame, elle s'enferme dans un mutisme, et n'a plus d'ami dans son lycée, où on la surnomme "criarde", lorsqu'on apprend qu'elle a appelé la police lors de cette fête. Elle devint quasi-muette, débraillée et ses notes chutent. 
Elle va faire la connaissance de David Pétrakis (Michael Angarano), qui va devenir son seul véritable ami. Elle rencontre M. Freeman, un professeur d'art libre d'esprit qui lui redonne l'échappatoire dont elle avait besoin. Son sujet est l'arbre. Elle trouve un cagibi au lycée et en fait son refuge où elle expose tout son art.
Lorsqu'elle apprend que l'une de ses ex-meilleures amies, Rachel/Rachelle commence à sortir avec Andy Evans, elle a peur que la même mésaventure lui arrive. Elle se décide enfin à la prévenir. Elle se rend à la bibliothèque, engage la conversation et écrit sur une feuille de papier. Son amie la croit d'abord mais quand elle lui dit que c'est Andy qui l'a violée, son amie se met en colère et la traite de tous les noms, dit qu'elle est jalouse, puis s'en va.
Mais quand cette amie pose des questions au petit-ami, qui se confesse malgré lui : le couple se sépare.
Melinda montre son cagibi au professeur d'art. Pendant qu'elle range le cagibi, Andy la retrouve, puis la force à dire à tout le monde au collège qu'elle a menti. Melinda ne veut pas se laisser avoir une deuxième fois. Elle décide de se battre. Elle lui renverse un liquide dans les yeux, ce qui aveugle Andy.
Par hasard, l'équipe de hockey dont faisait partie l'une de ses ex-meilleures amies passait par là. Entendant des bruits et des gémissements, elle s'arrête, ouvre la porte du cagibi et voit Mélinda, blessée et Andy, aveugle. Elle ne tarde pas à comprendre, laisse Mélinda sortir, et apostrophe Andy.
En revenant des urgences, Mélinda raconte sa mésaventure à sa mère.

## Fiche technique
- Titre : Speak
- Réalisateur : Jessica Sharzer (en)
- Scénario : Jessica Shartzer et Annie Young Frisbie, d'après le roman du même titre de Laurie Halse Anderson
- Musique : Christopher Libertino
- Production : Fred Berner, Matthew Myers et Annie Young Frisbie
- Société de production : Speak Film Inc.
- Société de distribution : Showtime Networks Inc.
- Budget : 1 000 000 $ (estimation)
- Langue : anglais
- Genre : Drame
- Durée : 92 minutes
- Sortie : 2004

## Distribution
- Kristen Stewart : Mélinda Sordino
- Michael Angarano : David Petrakis
- Allison Siko : Heather
- Hallee Hirsh : Rachel Bruin
- Eric Lively : Andy Evans
- Steve Zahn : M. Freeman
- Elizabeth Perkins : Joyce Sordino
- D. B. Sweeney : Jack Sordino
- Robert John Burke : M. Neck
- Kimberly Kish : Mme Keen
- Leslie Lyles (en) : Hairwoman

## Télévision
Le film a été diffusé simultanément le 5 septembre 2005 sur Showtime et Lifetime.

## Distinction
Jessica Sharzer a été nommée pour le Producers Guild of America Awards dans la catégorie Outstanding Directorial Achievement in Children's Programs pour 2005.